# Vicenç Ortiz
Vicenç Ortiz fou un compositor espanyol del segle xviii.
Vers el 1750 actuava com a organista de la parròquia de Sant Llorenç de València. En l'arxiu de música de El Escorial s'hi conserva: Laudate Dominum omnes gentes, a 4 veus amb violins. No se'l ha de confondre amb José Vicente Ortiz i Mayor, que el 1740 publicà en la capital del Túria una Relación de les festes del cinquè centenari de la Conquesta de València, i autor d'una Loa.